# Papilio zenobia
Papilio zenobia är en fjärilsart som beskrevs av Fabricius 1775. Papilio zenobia ingår i släktet Papilio och familjen riddarfjärilar. Inga underarter finns listade i Catalogue of Life.

## Bildgalleri

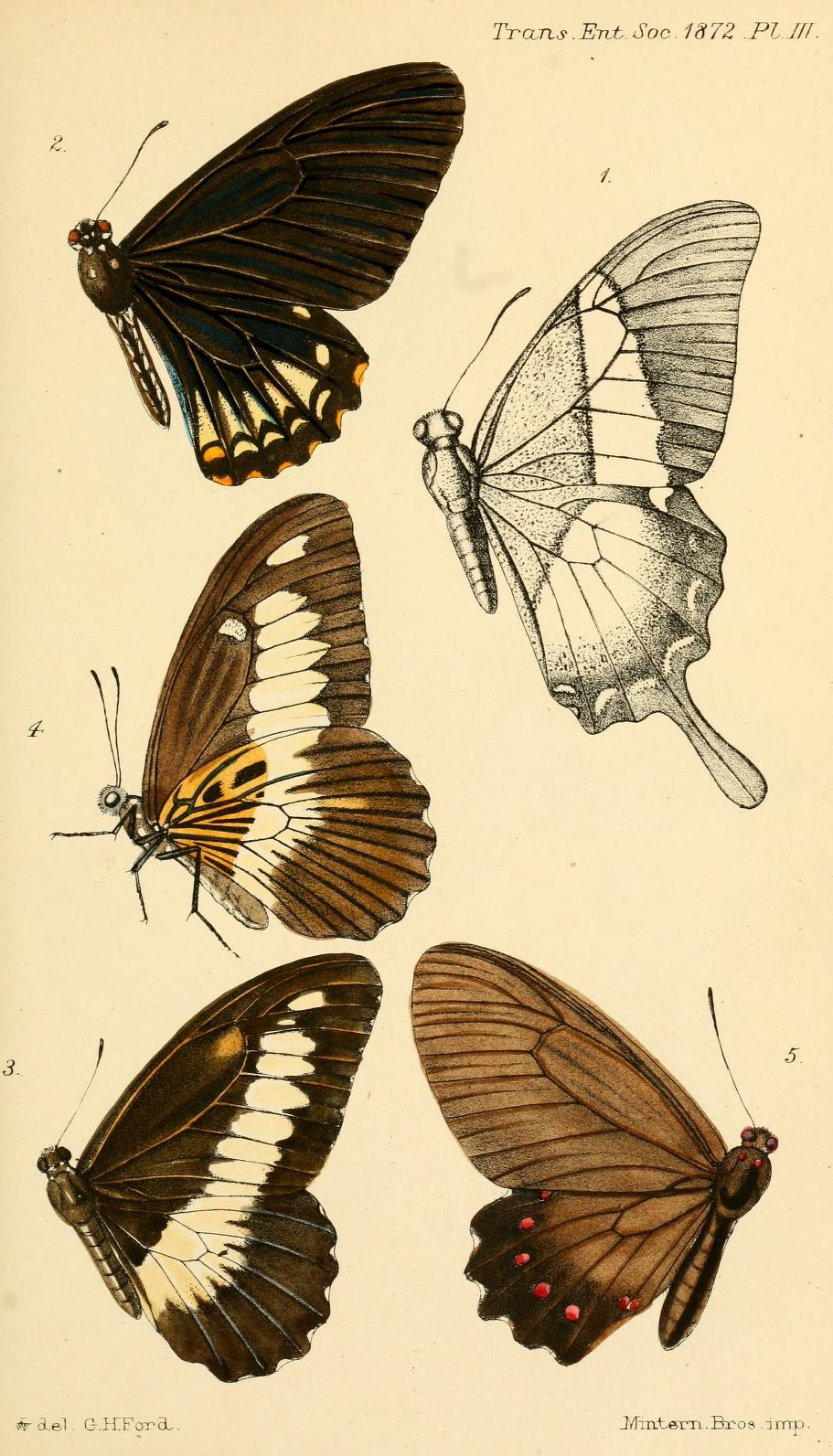